# 시라카와 리리
시라카와 리리(일본어: 白河 りり しらかわ りり[*], 3월 31일 - )는 다카라즈카 가극단 츠키구미 소속 여역이다.
오사카부 오사카시 출신, 칸사이대학 호쿠요중학교 출신이다. 키는 163cm, 애칭은 "린린(りんりん)", "리리(りり)"이다.

## 약력
2015년, 다카라즈카 음악학교에 입학
2017년, 다카라즈카 가극단 103기생으로 입단. 유키구미 공연 「막말태양전 / Dramatic “S”!」로 초무대. 그 후 츠키구미에 배속
2019년, 「I AM FROM AUSTRIA」로 신인공연 첫 히로인. 입단 3년차때의 발탁이다.

## 인물
어렸을 때부터 노래 부르는 것을 좋아하여, 언젠가 무대에 서서 노래 부르고싶다는 꿈을 가졌다.
다카라즈카 가극의 존재를 알게 된 것은, 한큐전철로 통학하던 중학생 시절, 츠키구미 공연 「베르사이유의 장미」 포스터가 역에 붙어있는 것을 보고 그 아름다움에 매료되어 대극장 공연을 입석으로 관람하였다. 이제까지 본 적없는 화려한 무대에 매료되어 음악학교 수험을 결심했다.

## 주요 무대
| 기간 (월)      | 소속 | 제목                                   | 공연장                                 | 배역                                                           | 비고                                                                    |
| -------------- | ---- | -------------------------------------- | -------------------------------------- | -------------------------------------------------------------- | ----------------------------------------------------------------------- |
| 2017년         |      |                                        |                                        |                                                                |                                                                         |
| 4 - 5          | 유키 | 막말태양전                             | 다카라즈카 대극장                      |                                                                | 초무대                                                                  |
| 4 - 5          | 유키 | Dramatic “S”!                          | 다카라즈카 대극장                      |                                                                | 초무대                                                                  |
| 7 - 10         | 츠키 | All for One                            | 다카라즈카 대극장 도쿄 다카라즈카 극장 |                                                                |                                                                         |
| 2018년         |      |                                        |                                        |                                                                |                                                                         |
| 2 - 5          | 츠키 | 컴퍼니 -레슨. 패션, 그리고 컴퍼니-     | 다카라즈카 대극장 도쿄 다카라즈카 극장 |                                                                |                                                                         |
| 2 - 5          | 츠키 | BADDY -그놈은 달에서 왔다-             |                                        |                                                                |                                                                         |
| 6 - 7          | 츠키 | 비를 부르면                            | TBS아카사카ACT시어터                   | 소년시기 돈 / 거리의 여자                                      |                                                                         |
| 8 - 11         | 츠키 | 엘리자베트 -사랑과 죽음의 론도-        | 다카라즈카 대극장 도쿄 다카라즈카 극장 | 시녀 여관 (신인공연)                                           |                                                                         |
| 2019년         |      |                                        |                                        |                                                                |                                                                         |
| 1              | 츠키 | Anna Karenina (안나 카레리나)          | 바우홀                                 | 솔로킨 양 / 맨발의 안나                                        |                                                                         |
| 3 - 6          | 츠키 | 몽현무쌍                               | 다카라즈카 대극장 도쿄 다카라즈카 극장 | 미야모토 마을의 소년 / 크리스탄의 여자 아케미 (신인공연)       | 본역 : 카노하 토키                                                      |
| 3 - 6          | 츠키 | 크렌테이프 천사의 수도                 | 다카라즈카 대극장 도쿄 다카라즈카 극장 |                                                                |                                                                         |
| 7 - 8          | 츠키 | ON THE TOWN                            | 우메다예술극장                         | 다이아몬드 에디즈 걸                                           |                                                                         |
| 10 - 12        | 츠키 | I AM FROM AUSTRIA -고향은 달콤한 조사- | 다카라즈카 대극장 도쿄 다카라즈카 극장 | 엠마 커터 (신인공연)                                           | 본역 : 미소노 사쿠라 신인공연 첫 히로인                                 |
| 2020년         |      |                                        |                                        |                                                                |                                                                         |
| 2              | 츠키 | 적과 흑                                | 미소노좌                               | 스타니스라스 / 테리에 부인                                     | 첫 에트와르                                                             |
| 9 - 2021년 1월 | 츠키 | WELCOME TO TAKARAZUKA -눈과 달과 꽃과- | 다카라즈카 대극장 도쿄 다카라즈카 극장 |                                                                |                                                                         |
| 9 - 2021년 1월 | 츠키 | 피가로 광소곡                          | 다카라즈카 대극장 도쿄 다카라즈카 극장 | 모무                                                           |                                                                         |
| 2021년         |      |                                        |                                        |                                                                |                                                                         |
| 3              | 츠키 | 유령형사 ~작별인사하는 그 전에~        | 바우홀                                 | 아마노아이                                                     | 에트와르                                                                |
| 5 - 8          | 츠키 | 오란키 (桜嵐記)                        | 다카라즈카 대극장 도쿄 다카라즈카 극장 | 소년 쿠스노키 마사츠라나카노미야 아키코 (신인공연)             | 본역 : 아마시 쥬리                                                      |
| 5 - 8          | 츠키 | Dream Chaser                           | 다카라즈카 대극장 도쿄 다카라즈카 극장 |                                                                |                                                                         |
| 10 - 11        | 츠키 | 강가안개의 다리                        | 하카타좌                               | 오타미                                                         |                                                                         |
| 10 - 11        | 츠키 | Dream Chaser -새로운 꿈에-             | 하카타좌                               |                                                                |                                                                         |
| 2022년         |      |                                        |                                        |                                                                |                                                                         |
| 1              | 츠키 | 오늘 밤, 로망스극장에서                | 다카라즈카 대극장                      | 에이코 / 와카오 나나 대역 : 아와지 치카게 하기 쿄코 (신인공연) | 대역 본역 : 키요라 하류 신인공연 본역 : 시라유키 사치카 트리플 에트와르 |
| 1              | 츠키 | FULL SWING!                            | 다카라즈카 대극장                      |                                                                |                                                                         |
| 2 - 3          | 츠키 | 오늘 밤, 로망스극장에서                | 도쿄 다카라즈카 극장                   | 에이코 / 와카오 나나 / 아와지 치카게 하기 쿄코 (신인공연)      | 본역 : 시라유키 사치카                                                  |
| 5              | 츠키 | Rain on Neptune                        | 마이하마안피시어터                     | 사파이어                                                       |                                                                         |
| 7 - 10         | 츠키 | 그레이트 갯츠비                        | 다카라즈카 대극장 도쿄 다카라즈카 극장 |                                                                |                                                                         |

## 출연 이벤트
- 2018년 12월, 다카라즈카 스페셜 2018 『Say! Hey! Show Up!!』 (코러스)